# Абелия
Абе́лия (лат. Abélia, Vesálea) — род растений семейства Жимолостные (Caprifoliáceae). Около 30 видов, главным образом в Восточной Азии (от Японии на запад до Гималаев). Невысокие листопадные или вечнозелёные кустарники c трубчатыми или воронковидными цветками и супротивными овальными листьями с заостренной верхушкой. Таксон назван в честь британского биолога Кларка Абеля.

## Ботаническое описание
Абелия — листопадный, реже вечнозелёный (полувечнозелёный) медленно растущий кустарник высотой и диаметром обычно от 1,5 до 2,5 м (иногда до 6 м).
Листья супротивные, овальные, заострённые, цельнокрайные или зубчатые, обычно тёмно-зелёные, блестящие.
Цветки трубчатые или воронковидные, пятилопастные, душистые. Обычно мелкие; самые крупные цветки (около 5 см в диаметре) у Абелии обильноцветковой (Abelia floribunda). По 2–4 на концах молодых веточек, иногда в многоцветковом щитковидном соцветии. Лепестков пять, они обычно белые или розовые, иногда лиловатые или красные. Период цветения длительный — с июня по сентябрь–октябрь. Чашечки красноватые, из пяти чашелистиков, у некоторых видов они продолжают оставаться на ветках после того, как опадут лепестки.
Плод — трёхгнёздная коробочка.

## Применение
Абелия — популярное садовое растение. Её ценят за изящный внешний вид кустов и продолжительное цветение. Абелия выдерживает сильную обрезку, поэтому может быть использована для создания живой изгороди. 
Имеются как теплолюбивые виды, практически не переносящие мороза, так и достаточно холодостойкие. Растения предпочитают солнечные места или лёгкую тень. Почва должна быть хорошо дренированной. Летом требуется обильный полив.
Размножают абелию корневой порослью, реже семенами или черенками.

## Аллергенность
У абелии 5 баллов из 10 по шкале аллергии OPALS, что указывает на умеренную способность вызывать аллергические реакции (усугубляются в местах с обильным произрастанием абелии). У людей с аллергией на жимолость могут возникать перекрестные аллергические реакции на абелию.

## Символика
Абелия символизирует равенство в некоторых частях Мексики.

## Классификация

### Таксономическое положение
Молекулярно-филогенетические исследования показали, что ряд родов семейства Жимолостные, в том числе род Абелия (за исключением видов секции Zabelia), образуют монофилетическую группу, в связи с чем в 2013 году нидерландский ботаник Маартен Христенхус предложил объединить данные роды в род Линнея. Это предложение было одобрено современными таксономическими источниками, включая Plants of the World Online.

### Виды
Известно 30-35 видов абелии, преимущественно в Восточной и Юго-Восточной Азии. Абелия встречается также в Мексике (2 вида), России (1 вид — абелия корейская, Abelia coriacea, произрастающая на юге Приморского края).
По информации базы данных The Plant List, таксон включает 29 видов:
- Abelia angustifolia Bureau & Franch.
- Abelia anhwensis Nakai
- Abelia aschersoniana (Graebn.) Rehder
- Abelia biflora Turcz. — Абелия двуцветковая[3]
- Abelia brachystemon (Diels) Rehder
- Abelia buddleioides W.W.Sm. — Абелия будлеевидная[3]
- Abelia cavaleriei H.Lév.
- Abelia chinensis R.Br. typus — Абелия китайская[3]
- Abelia chowii G.Hoo
- Abelia corymbosa Regel & Schmalh.
- Abelia dielsii (Graebn.) Rehder — Абелия Дильса[3]
- Abelia engleriana (Graebn.) Rehder — Абелия Энглера[3]
- Abelia forrestii (Diels) W.W.Sm. — Абелия Форреста[3]
- Abelia gracilenta W.W.Sm.
- Abelia grandifolia Villarreal
- Abelia hersii Nakai
- Abelia integrifolia Koidz.
- Abelia ionandra Hayata
- Abelia lipoensis M.T.An & G.Q.Gou
- Abelia macrotera (Graebn. & Bruchw.) Rehder
- Abelia mexicana Villarreal
- Abelia mosanensis I.C.Chung ex Nakai
- Abelia occidentalis Villarreal
- Abelia onkocarpa (Graebn.) Rehder
- Abelia parvifolia Hemsl. — Абелия мелколистная[3]
- Abelia triflora R.Br. ex Wall.
- Abelia tyaihyoni Nakai
- Abelia umbellata (Graebn.) Rehder — Абелия зонтичная[3]
- Abelia uniflora R.Br. ex Wall.